# Kešdut
Kešdut war eine Prinzessin von Ebla, wahrscheinlich im 24. Jahrhundert v. Chr. Sie war die Tochter von König Isar-Damu und von dessen Gemahlin Tabur-damu. Sie war anscheinend die einzige Tochter des Paares. Kešdut ist von verschiedenen Keilschrifttexten aus Ebla bekannt, aus denen vor allem hervorgeht, dass sie einen Sohn des Königs von Kisch heiratete. Im Nahen Osten dieser Zeit war Kisch die führende Großmacht.
Die Heirat war anscheinend ein wichtiges Ereignis in der Geschichte von Ebla. Ein Text, der jedoch nicht gut erhalten ist, listet die Mitgift auf. Ein weiterer Text berichtet von Geschenken, die bei dieser Gelegenheit nach Kisch gesandt wurden. Darunter befinden sich 972 Bullen, 935 Kühe, 768 Ochsen und 1680 Schafe. Der Minister Ibbi-Zikkir steuerte auch Geschenke zur Hochzeit bei, darunter Kleidungsstücke und zwei Armreife, die mit Lapislazuli dekoriert waren.
Drei Jahre nach der Heirat wurde Ebla zerstört. Es ist nichts weiter von Kešdut überliefert.